# Renato Jorge
Renato Jorge Magalhães Dias Assunção, noto semplicemente come Renato Jorge (Porto, 21 gennaio 1973), è un ex calciatore portoghese, di ruolo difensore.

## Palmarès

### Club

#### Competizioni internazionali
- Coppa Intertoto UEFA: 1

União Leiria: 2007